# Caravana de migrantes da América Central
As Caravanas de migrantes da América Central, também conhecidas como Via Crúcis do Migrante, são caravanas de migrantes centro-americanos, em sua maioria organizadas por Pueblo Sin Fronteras (Povo sem Fronteiras), que visam percorrem o caminho a pé que separa os países do Istmo centro-americano e chegar até os Estados Unidos, após cruzar o México, para pedir asilo humanitário em face da violência que existe em seus países de origem.

## Antecedentes
As caravanas da Via Crúcis costumam ser organizadas desde 2010 pelos próprios migrantes, que geralmente partem durante a Semana Santa.

## Crise em Honduras
Honduras é um dos países mais pobres e violentos da América Central. O país sofreu um golpe de Estado em 2009 e é um dos países mais desiguais do mundo , enquanto a taxa de pobreza era de 64,3% em 2018. A seca é também uma das causas da emigração.
Apanhados entre a pobreza extrema e a ultraviolência, cada vez mais hondurenhos escolhem fugir de seu país, movidos pelo desespero mais extremo. Um político hondurenho de oposição considera que os migrantes "não correm atrás do sonho americano, fogem do pesadelo hondurenho". 

## Organização

### Primeira caravana de 2018
Um grupo de cerca de 700 migrantes, 80% de Honduras, começou a marchar da cidade de Tapachula, Chiapas, a caminho do norte, começando no Domingo de Ramos, 25 de março de 2018. A caravana havia crescido para cerca de 1.200 até 1º de abril, Páscoa. Domingo, data em que havia chegado em Matías Romero, Oaxaca.
Em meados de abril, 500 migrantes continuaram para o norte a partir da Cidade do México, onde a caravana como um todo havia feito sua última parada oficial, em direção a Tijuana, em grupos separados, montados em cima de vagões de carga. Dois ônibus dos migrantes chegaram a Tijuana, na Baixa Califórnia, em 25 de abril. Mais quatro ônibus estavam vindo de Hermosillo, Sonora. Depois de mais de um mês cobrindo 2.500 milhas pelo México, a caravana dos migrantes de 2018 chegou ao fim em 29 de abril de 2018, em Tijuana, no Friendship Park, na fronteira dos EUA com o México.
Mais de 150 imigrantes preparados para pedir asilo a funcionários de imigração dos Estados Unidos. O Procurador Geral dos EUA, Jeff Sessions, chamou a caravana de "uma tentativa deliberada de minar nossas leis e sobrecarregar nosso sistema".
Em 30 de abril de 2018, o Departamento de Justiça dos Estados Unidos anunciou acusações criminais contra 11 pessoas por atravessarem ilegalmente a fronteira.
Em 12 de maio de 2018, o norte-americano Scott Warren, agente humanitário e professor e conferencista da Universidade do Arizona, foi preso horas depois de divulgar um relatório acusando a Patrulha de Fronteira dos EUA de adulterar fontes de água para migrantes que atravessavam o deserto do Arizona.

### Segunda caravana de 2018
Em 12 de outubro de 2018, migrantes de Honduras, Guatemala e El Salvador se reuniram em San Pedro Sula, a segunda maior cidade de Honduras e uma das mais violentas do mundo. A caravana começou no dia seguinte, pretendendo chegar aos Estados Unidos para fugir da violência, da pobreza e da repressão política. A caravana começou com cerca de 160 migrantes, mas rapidamente reuniu mais de 500 participantes durante as marchas de Honduras. Bartolo Fuentes, um ex-congressista hondurenho e um dos coordenadores da marcha, afirmou que o objetivo da caravana era encontrar segurança nos números ao viajar para o norte. No mesmo dia em que saiu, o vice-presidente estadunidense, Mike Pence, instou os presidentes de Honduras, El Salvador e Guatemala a persuadirem seus cidadãos a ficar em casa. O presidente hondurenho, Juan Orlando Hernández, aconselhou seus cidadãos a voltarem para casa e "não se deixarem usar para fins políticos". Pueblo Sin Fronteras não organizou a caravana de outubro, mas expressou sua solidariedade a ela. Irineo Mujico, o diretor do Pueblo Sin Fronteras, não recomendou outra caravana aos Estados Unidos, aconselhando seus membros a procurar asilo no México.
Quando a caravana passou pela cidade guatemalteca de Chiquimula, Fuentes foi preso pela polícia e deportado. Outros hondurenhos, viajando em ônibus, tiveram seus documentos apreendidos ou foram presos, forçando os migrantes a viajar a pé. Ao entrar em Tecún Umán em 18 de outubro de 2018, a caravana contava com cerca de 5 mil, mas começou a encolher devido à velocidade de partes da caravana e sua recepção em abrigos em Tecún Umán. No mesmo dia, o presidente dos EUA, Donald Trump, ameaçou fechar e enviar as forças armadas dos EUA para a fronteira dos EUA com o México para bloquear a caravana. Trump também ameaçou cortar a ajuda aos países que permitiram a passagem das caravanas. Também em 18 de outubro, o México enviou dois Boeings 727 transportando policiais federais para a fronteira México-Guatemala. No dia seguinte, 19 de outubro, cerca de 4000 migrantes haviam se reunido em Tecún Umán. Autoridades mexicanas, incluindo seu embaixador na Guatemala, solicitaram que os migrantes apareçam individualmente na fronteira para processamento. Os migrantes ignoraram o pedido e marcharam na ponte, esmagando a polícia guatemalteca e as barreiras mexicanas na ponte, depois entraram em Ciudad Hidalgo, Chiapas, e encontraram a Polícia Federal em equipamento anti-motim. Depois de um impasse de uma hora com a polícia, para quem os migrantes atiravam sapatos e pedras, o gás lacrimogéneo era usado para empurrar os imigrantes de volta à ponte. Autoridades informaram que pelo menos seis policiais mexicanos foram feridos. Depois que as hostilidades terminaram, os migrantes formaram filas e começaram a processar as autoridades mexicanas. No meio da tarde, os migrantes tiveram permissão de entrar no México e foram levados de ônibus para Tapachula. Segundo o comissário da Polícia Federal do México, Manelich Castilla Craviotto, isso era para processamento e abrigo. Migrantes com vistos e documentação válidos tiveram entrada imediata, enquanto os solicitantes de asilo seriam detidos em um centro de migração por 45 dias.
Em 20 de outubro, cerca de 2000 migrantes que atravessaram o rio Suchiate e entraram em Ciudad Hidalgo decidiram reconstruir a caravana para continuar sua viagem aos Estados Unidos. A caravana recomeçou sua marcha em 21 de outubro de Tapachula.
Irineo Mujica foi preso em Ciudad Hidalgo em 22 de outubro enquanto caminhava com um grupo de migrantes para uma igreja. Mujica foi retirado de uma multidão de migrantes pelas autoridades mexicanas e empurrado para dentro de uma van branca. De acordo com Pueblo Sin Fronteras, ele não estava envolvido na organização da caravana e estava conduzindo um trabalho humanitário em Tapachula.

## Reações
O presidente dos Estados Unidos da América, Donald Trump, ameaçou mandar o exército para a fronteira entre os Estados Unidos e o México para fechar o caminho e concluir as negociações do Tratado de Livre Comércio da América do Norte.
Luis Videgaray, Secretário de Relações Exteriores do México, pediu uma explicação para as declarações emitidas por Trump acerca do assunto.
O governo mexicano informou que não há pressão para desintegrar a caravana, a dispersão começou pela vontade dos envolvidos e está em vias de regularizar seu status migratório.
Para Irineo Mújica, diretor de Pueblos Sin Fronteras, esta foi a caravana mais bem-sucedida graças às intervenções de Donald Trump, que as tornou visíveis internacionalmente.
Em 4 de abril foi anunciado por Trump o envio de elementos da Guarda Nacional dos Estados Unidos para proteger a fronteira antes da passagem dos imigrantes.